# 3641 Williams Bay
3641 Williams Bay (A922 WC) là một tiểu hành tinh vành đai chính được phát hiện ngày 24 tháng 11 năm 1922 bởi G. Van Biesbroeck ở Williams Bay.